# 大慶園
大慶園（だいけいえん）は、千葉県市川市大町にあるアミューズメントパーク。1951年に設立された。

## 概要
24時間営業のゲームセンターがあることで有名。本来風俗営業法で24時間営業のゲームセンターは禁止されているが「ゲーム機が1フロアで客の用するスペースの10％以下なら遊戯施設とは呼べない」というルールから法律上認められている。法律上は遊戯施設扱いではないため、酒類の提供も行われる。
園内には様々な模型や実物の航空機や自動車などが展示されておりそれらは無料で見学することができる。
ゲームセンターエリアの他に、カート・ビリヤード・カラオケ・ダーツ・卓球・
バッティングセンター・野球グラウンドなども敷地内にある。
ただし場所がわかりづらい位置にあるため、カーナビなどで誘導が無いと行くことは難しい。

## 主なMV撮影
- Lead - "Show me the way"
- Vivian or Kazuma - moment
- SOUL'd OUT - ウェカピポ
- SOUL'd OUT - To All Tha Dreamers
- mihimaru GT - 帰ろう歌
- StylipS - STUDY×STUDY
- AKB48 - ひと夏の反抗期
- Bouno! - ソラシド〜ねえねえ〜
- 羽多野渉 - Never be too late
- SUPER☆GiRLS - スイート☆スマイル
- Wake Up, Girls! - 恋?で愛?で暴君です!
- 般若/ZORN/SHINGO★西成 - ヤメラレナイ
- 伊藤美来 - 恋はMovie
- 久保ユリカ - VIVID VIVID
- ちゃんみな - Never Grow Up
- KERENMI - Play the Game feat.SALU
- 工藤晴香 - MY VOICE
- Mrs. GREEN APPLE - アボイドノート
- 9bic - 革命シューター
- 肉チョモランマ - メロンクリームディープ☆彡KISS
- DEEP SQUAD - VIVA SUMMER!!!!!!
- ≠ME - 天使は何処へ
- 新浜レオン -　全てあげよう
- CANDY TUNE - 倍倍FIGHT!
- 高嶺のなでしこ - Cute for life